# Епіграфіка Херсонесу

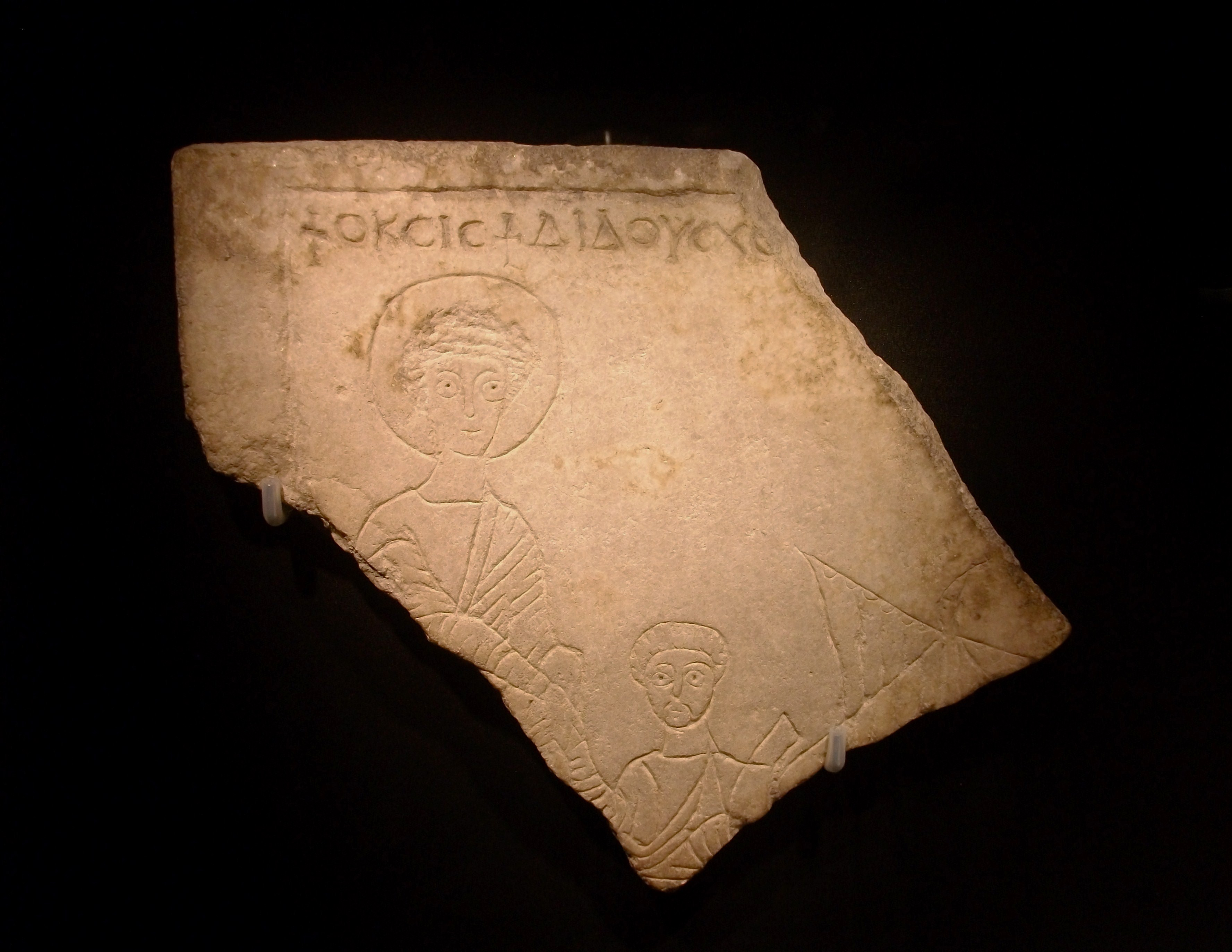
Один з рельєфів з Херсонесу, V ст.

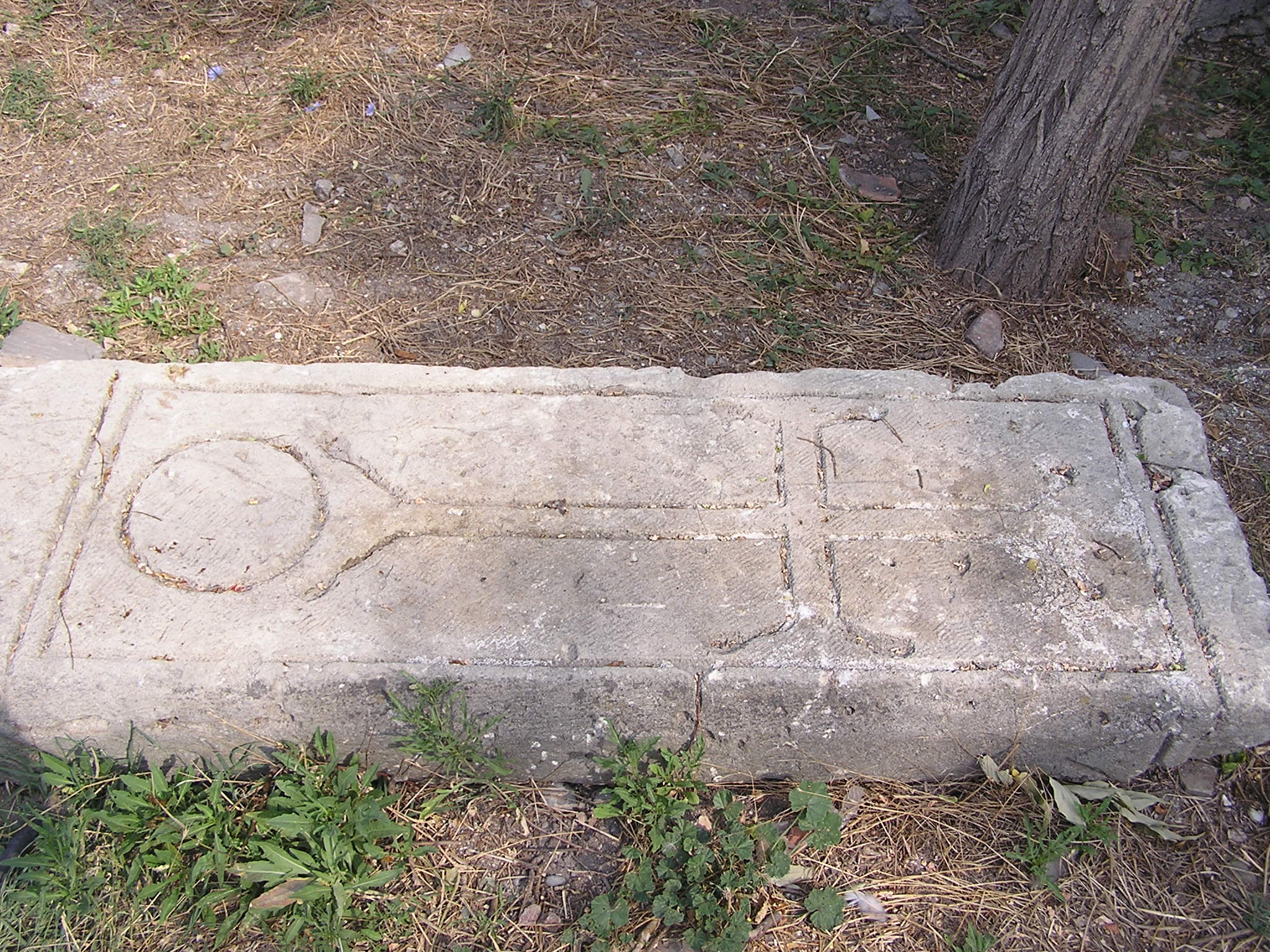
Одна з херсонеських плит

Епіграфіка Херсонесу — близько 600 пам'яток епіграфічного характеру, що були знайдені під час археологічних розкопок на території Херсонесу. Більшість написів, знайдених в Херсонесі, зберігаються на території музею-заповідника і лише деякі з них в Москві й Петербурзі.

## Історія
Перші епіграфічні пам'ятки було знайдено в Херсонесі ще у XVIII столітті. У 1793 році було знайдено надмогильник Теагена та його дружини Ульпії, а в 1794 році — постамент статуї Агасікла. У середині XIX століття вже зібралася чимала колекція епіграфіки Херсонесу. Написи знаходили не лише випадково, але й під час масштабних археологічних розкопок. Особливо багато написів було знайдено під час археологічних пошуків Імператорської Археологічної комісії, які проводилися в Херсонесі щорічно з 1888 до 1915 років.
Карл Казимирович Косцюшко-Валюжинич, який керував археологічними розкопками, з часом створив музей з окремим лапідарієм, де були виставлені знайдені написи на камені від античних часів до епохи середньовіччя.
1957 року було відбудовано та облаштовано приміщення лапідарію. Створення лапідарію проводилося працівниками музею та науковцями відділу античної аерології та археології середньовіччя Інституту археології АН УРСР. Роботою з облаштування лапідарію керувала професор Елла Ісаківна Соломоник за участі  завідувача фондами музею А. М. Гілевич та студентів класичних відділень тодішнього Ленінградського та Львівського університетів.
Найдавніші епіграфічні пам'ятники Херсонесу були створені до IV—III ст. до н. е. Найбільшу та найрізноманітнішу за своїм змістом колекцію, виставлену в музеї-заповіднику, складають пам'ятники елліністичного періоду. Невеликий розділ лапідарію складають написи римського періоду та періоду середньовіччя.

## Вибрані пам'ятки
- Постамент статуї Агасікла
- Присяга громадян Херсонесу
- Декрет на честь Діофанта
- Договір з царем Фарнаком І
- Фрагмент декрету про фортецю Напіт
- Напис про звільнення Калос Лімена
- Список переможців у змаганнях
- Проксенія звертається до синопейця
- Проксенія звертається до посла Мітрідата Євпатора
- Декрет на честь історика Сіріска
- Постамент статуї Арістона
- Декрет на честь послів Гераклеї
- Напис про збір податків
- Декрет на честь Гая Сатіра
- Присвята богині Немесиді
- Декрет на честь імператора Марка Аврелія
- Напис на честь імператора Зенона
- Напис про спорудження міської брами

### Епітафії
- Віршована епітафія на стелі Ксанфа
- Напис на стелі лікаря
- Віршована епітафія Ойнанфи